# Princesse Millenium
Pour plus de détails, voir Fiche technique et Distribution.
Princesse Millenium (1000年女王, Sen-Nen Joō) est un film d'animation japonais réalisé par Masayuki Akehi, sorti en 1982. Une série reprenant la même histoire est également créée, elle est connue en France sous le titre La Reine du fond des temps.

## Synopsis
1999. La fin du règne de la princesse Millenium approche. Les habitants humanoïdes de la planète la Métal se réveillent de leur long sommeil et leur planète quitte son orbite pour se diriger sur la Terre. La princesse Millenium vit sur Terre sous l'identité de Sanae, une jeune institutrice. Sa mission : rentrer en contact avec les humains les plus intelligents pour en faire des esclaves de la Métal. Mais Sanae a passé pratiquement mille ans au contact des terriens et elle s’y est attachée. Elle ne peut se résoudre à faire son devoir de princesse Millenium. Elle tente de trouver le moyen de coexister entre humains et habitants de la Métal. Mais ces derniers décident d’attaquer la Terre.

## Fiche technique
- Titre : Princesse Millenium
- Titre original : Sen-Nen Joō (1000年女王?)
- Réalisation : Masayuki Akehi
- Scénario : Keisuke Fujikawa d'après Leiji Matsumoto
- Personnages : Yasushi Yamaguchi
- Mecha : Yoshinori Kanada
- Décors : Shigeru Katsumata
- Musique : Kitaro
- Société de production : Toei Animation
- Pays d'origine : Japon
- Langue : japonais
- Format : Couleurs
- Genre : Space opera
- Durée : 121 minutes
- Dates de sortie : 12 mars 1982 (Japon)

## Distribution
- Taeko Nakanishi : Seijoou Raarera
- Keiko Han (VF : Céline Monsarrat) : Yayoi Yukino (institutrice d'Hajime) et princesse Millenium
- Keiko Toda (VF : Joëlle Guigui) : Hajime Amamori
- Ichirō Nagai (VF : Pierre Baton) : Professeur Amamori (le père d'Hajime)
- Tohru Furuya (VF : Philippe Bellay) : Daisuke Yamori
- Kenichi Ogata : Banchou
- Toshio Furukawa : l'ordinateur d'Amamori

Source : Fiche sur Planète Jeunesse (pour la VF)